# Микулов
Микулов (чеш. Mikulov, нем. Nikolsburg, идиш ניקאלשבורג‎) — город в Чехии в районе Бржецлав Южноморавского края. Находится непосредственно на границе с Австрией.

## История

### Первые поселения
Предположительно поселение ведёт начало с XI века от Бабенбергов, заселявших Моравию.

### Лихтенштейны1249—1572
Первое упоминание «Nikulsburch» появилось в дарственном документе от 14 января 1249 года, в котором Пржемысл Отакар II передавал Генриху I фон Лихтенштейну группу деревень. Документ был подтверждён Отакаром в 1262 году. В 1276 была освящена церковь. В результате Битвы у Дюрнкрута король Рудольф I передал 24 августа 1279 Генриху II фон Лихтенштейну право на проведение недельной ярмарки (das Recht auf einen Wochenmarkt) в резиденции Никольсбург (in villa Nicolspurch).
Никольсбург как город был основан в 1410 году в пределах владений Лихтенштейнов.

### Дитрихштейныc 1572 года

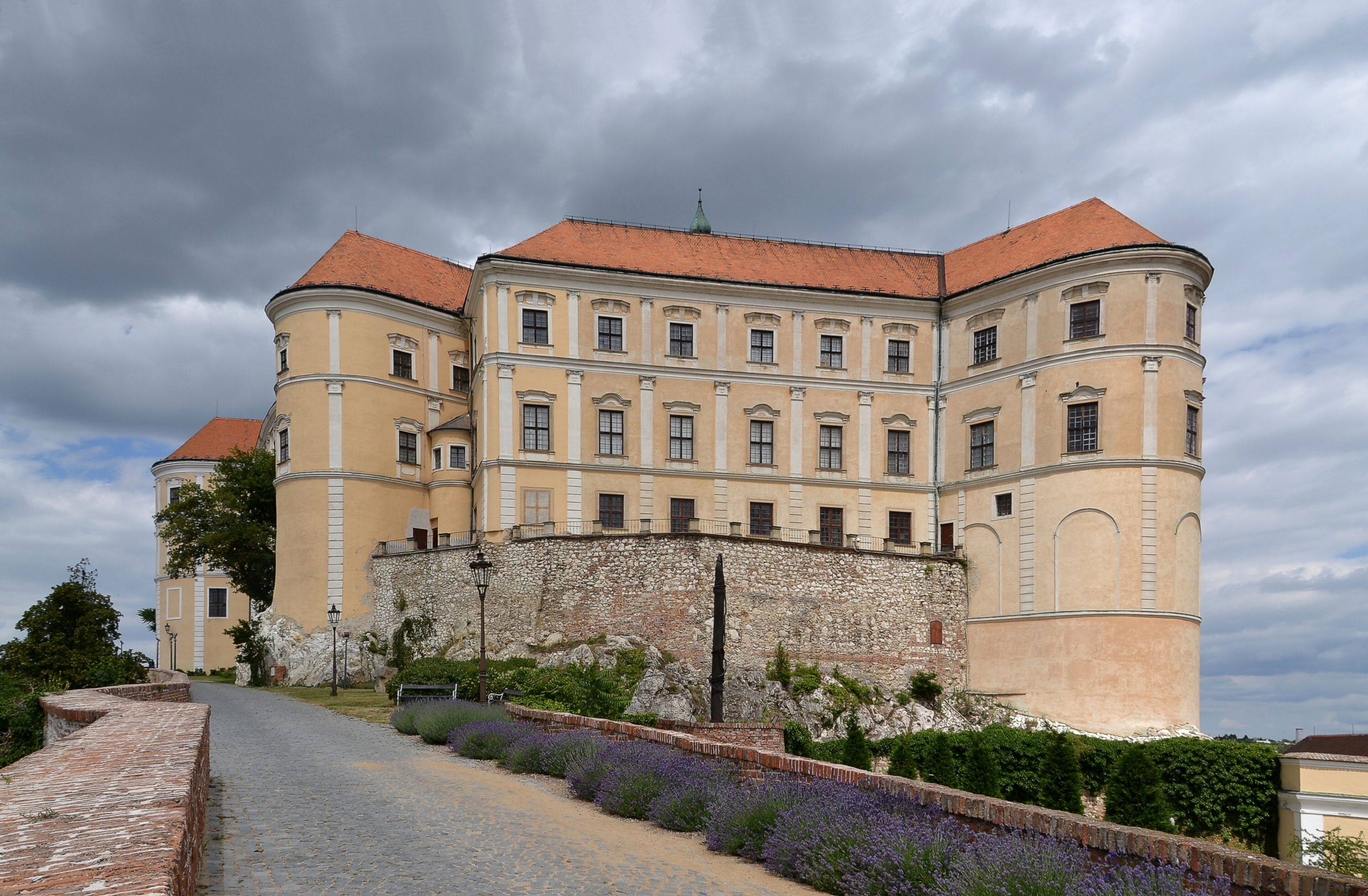
Замок Дитрихштейн

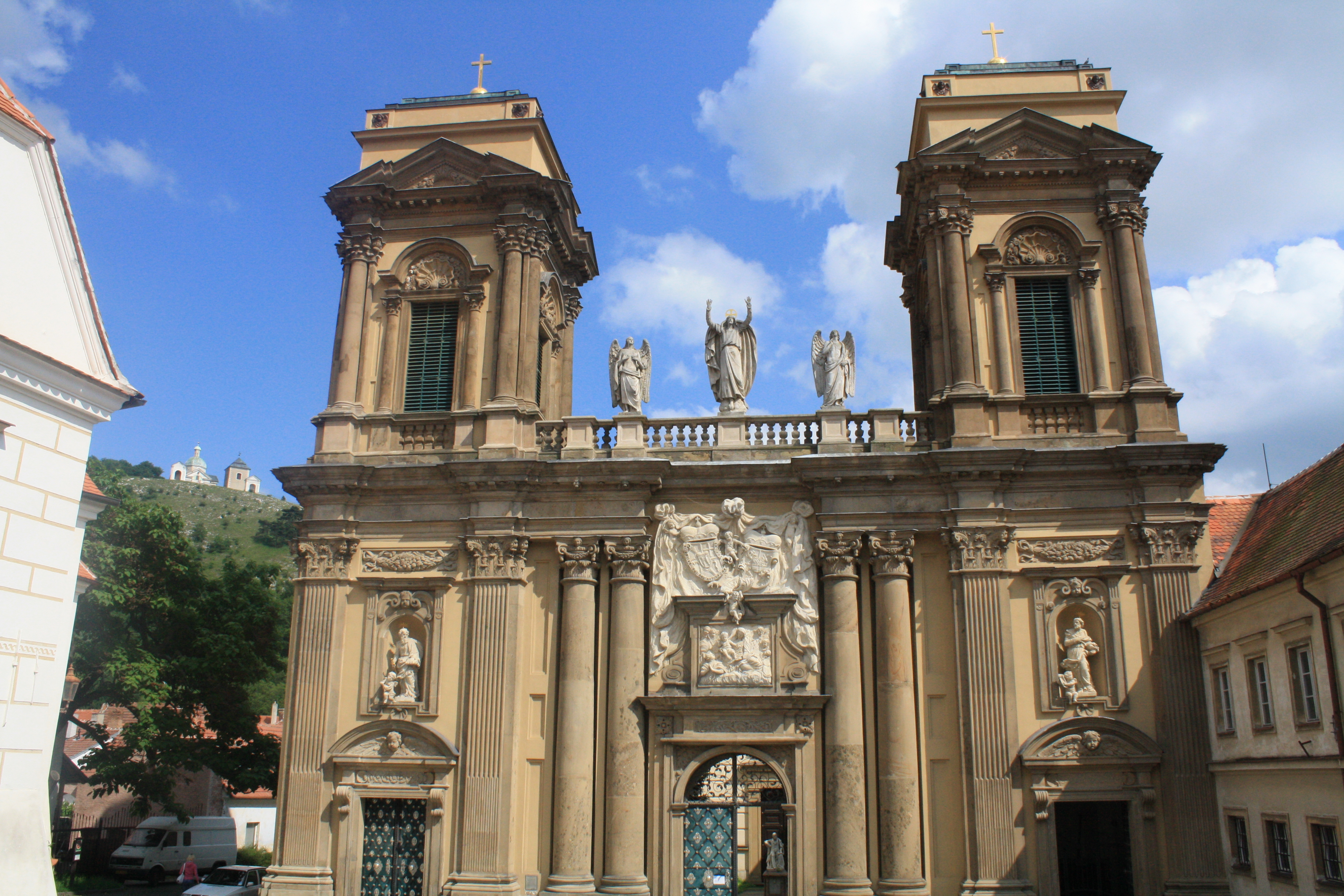
Гробница Дитрихштейн

В 1572 году император Максимилиан II передал город во владение Дитрихштейнам, а именно Адаму Дитрихштейну, который получил право собственности и передачи города по наследству другим Дитрихштейнам в 1575 году. Его сын Сигизмунд II переехал в Никольсбург и основал линию Дитрихштейн-Никольсбург (von Dietrichstein zu Nikolsburg), которая продолжалась вплоть до 1861 года. В 1687 году Фердинанду Йозефу Дитрихштейну было пожаловано княжество Тарасп, отчего род Дитрихштейнов вошёл в состав коллегии князей Священной Римской империи.
31 декабря 1621 года в Никольсбурге был заключён Микуловский (Никольсбургский) мирный договор между венгерским королём Габором Бетленом и Фердинандом II Габсбургом. Венгерский король отказывался от короны, получая часть Словакии, Подкарпатской Руси и часть северо-восточной Венгрии, а также герцогства Оппельн (Ополе) и Ратибор (Рацибуж) в Силезии.

### Еврейская община

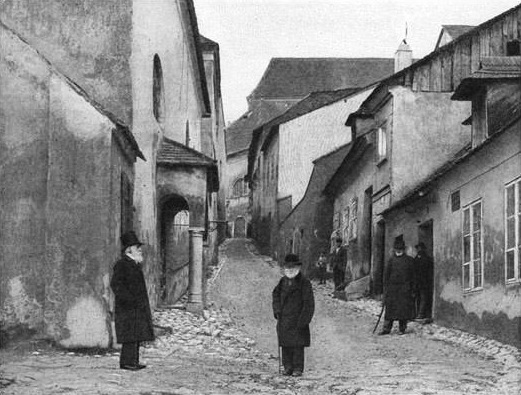
Еврейское гетто в Микулове (1900)

Город Никольсбург знаменит также своей мощной еврейской общиной, которая играла важную роль в еврейской жизни Европы.
В 1421 году правитель Австрии Альбрехт II выслал евреев из Вены и Нижней Австрии, и беженцы поселились вдоль австрийской границы, примерно в 85 км от Вены, найдя защиту князей Лихтенштейн. После 1454 года в Никольсбург прибыла новая группа еврейских поселенцев в результате преследований евреев в Моравии королём Богемии Ладиславом Постумом.

Со временем значение Никольсбурга как еврейского культурного центра возрастало, в 16 веке Никольсбург стал местом пребывания главного раввина Моравии. C 1553 по 1573 год раввином в Никольсбурге был рабби Лёв (1525—1609), позже — раввин Праги, создатель голема. Кардинал Франц фон Дитрихштейн, сын Адама фон Дитрихштейна, взял евреев под особую охрану, а налоги с еврейского поселения активно использовались для финансирования Тридцатилетней войны.
Раввином Никольсбурга короткое время был Аарон-Шмуэль Кайдановер (Мааршак).
В первой половине XVIII века в Никольсбурге проживало более 600 еврейских семей, это была самая большая еврейская община в Моравии.
По переписи 1754 года, которую проводила императрица Мария Терезия, в Никольсбурге проживало 620 еврейских семей, то есть более 3,000 человек, что составляло половину населения города. Лишь небольшая часть евреев была ремесленниками, большинство занималось торговлей. Во время Силезских войн (1740—1742, 1744—1745 и 1756—1763) для поддержания монархии евреи вынуждены были платить огромные налоги.
Знаменитыми раввинами Никольсбурга были Шмельке Горовиц (1773—1778), талмудист, каббалист и хасид; талмудист Мордехай Бенет (1789—1829), при котором никольсбургский иешибот воспитывал до 300—400 учащихся.
В 1836 году в Никольсбургском гетто проживало 3520 евреев, работало 12 синагог, здесь находился университет Талмуда и центральный раввинат Моравии.
В 1846—1851 годах главным раввином Никольсбурга был Шимшон Рафаэль Гирш.
В XIX веке часть никольсбургских евреев воспользовались возможностью временного проживания в Вене, которая давалась при наличии особых паспортов. В 1848 году евреи получили возможность свободного проживания в Австрии, что привело к уменьшению еврейской общины более чем в три раза. В 1904 году в городе проживало 749 евреев при общем населении 8192.
В 1938 году в Микулове была община из 472 евреев при населении города 8000 человек. Только 110 из них смогли уехать перед Холокостом, остальные 327 евреев были уничтожены. После войны еврейская община прекратила своё существование.

### Австро-Венгрия
27 июля 1866 года, во время Австро-прусско-итальянской войны в Никольсбурге был подписан прелиминарный мир, за которым через некоторое время последовало Пражское мирное соглашение.

### Чехословакия
До конца Второй Мировой войны и последующей этнической чистки немецкоязычного населения Никольсбург являлся окружным городом (Kreisstadt) и центром района Никольсбург (Bezirk Nikolsburg), включавшим в себя Айсгруб (Eisgrub, сейчас Леднице), Фельдсберг (Feldsberg, сейчас Вальтице) и десятки посёлков. После войны город потерял административный статус окружного центра, а сам округ был упразднён.
К 1938 году в городе было 8000 жителей, из них 89 % немецкоязычных (по переписи населения 1910 года 89 % населения Южной Моравии было немецкоязычным, за счёт миграции к 1930 соотношение немецкоязычного населения уменьшилось до 65 %, но сам Никольсбург остался немецкоязычным городом).

### Третий рейх и послевоенная Чехословакия
Никольсбург, как и вся Южная Моравия, подвергся этнической чистке 1945—1946 годов: почти всё население города — более 90 % жителей — было лишено гражданских прав, любой собственности, включая личную (ограничение в 15 кг личных вещей, исключая посуду, часы и ценности), частично уничтожено в ходе исполнения Декретов Бенеша. Пограничный Микулов стал последней «станцией» в Брюннском марше смерти. В настоящее время население Микулова состоит из послевоенных чешских, моравских и словацких переселенцев и их потомков, хотя в реальности в округе живёт, по крайней мере, 12 этнических групп.

### Социалистическая Чехословакия
В 1948 году население состояло из 5200 человек, новых переселенцев из Чехии, Моравии и Словакии.

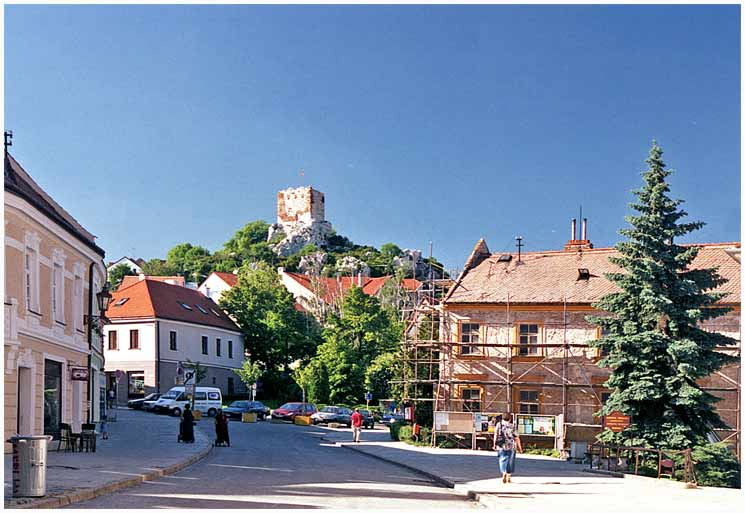
Козья Башня

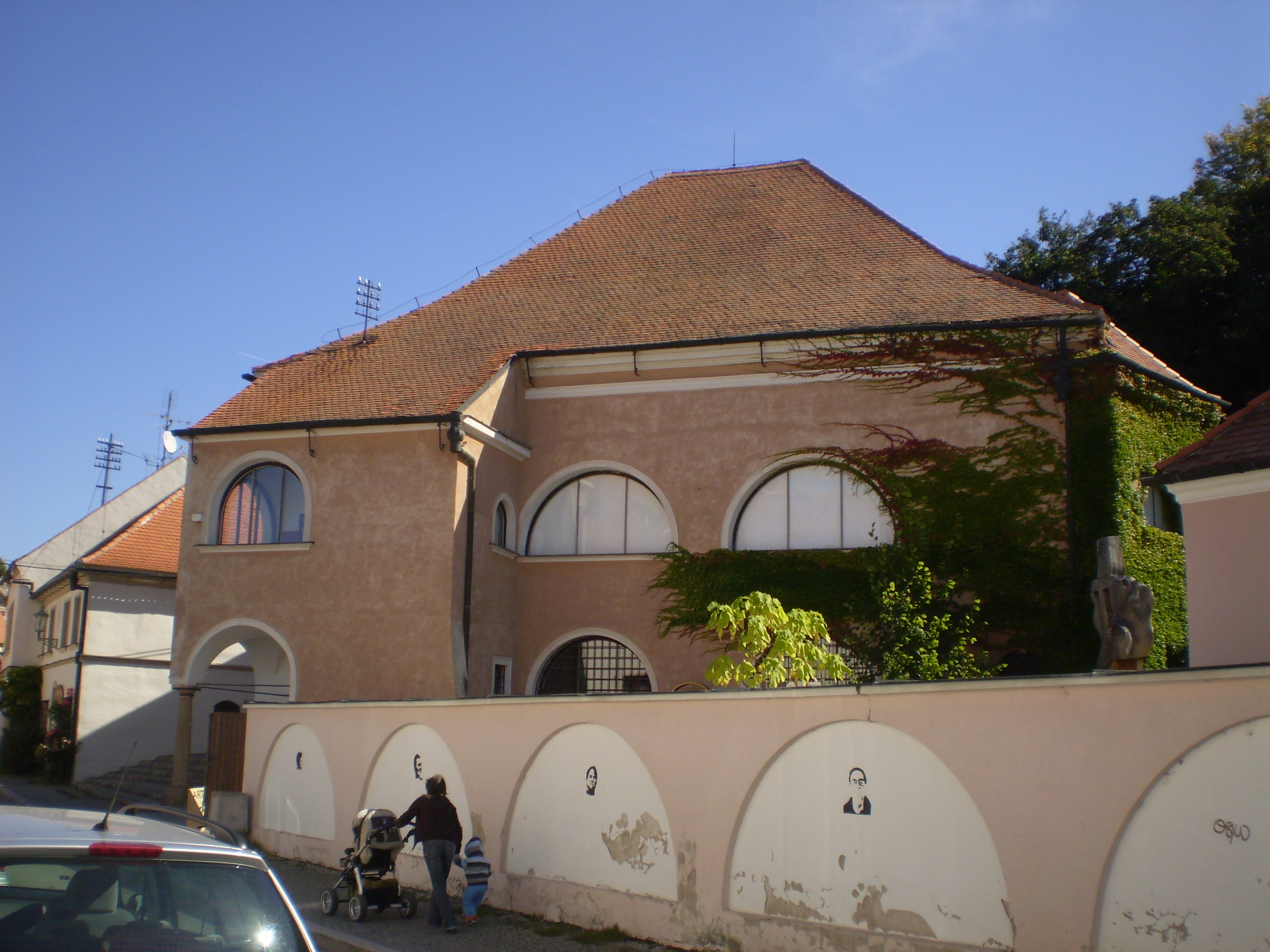
Синагога на Гусовой улице

В данной таблице евреи относятся к немецкоговорящему населению, в XIX веке их количество составляло 3000—3600 человек.
| год переписи | население (чел.) | этническая принадлежность | этническая принадлежность | этническая принадлежность |
| год переписи | население (чел.) | немцы и евреи             | чехи                      | другие                    |
| 1793         | 7440             | —                         | —                         | —                         |
| 1836         | 8421             | —                         | —                         | —                         |
| 1869         | 7173             | —                         | —                         | —                         |
| 1880         | 7642             | 7447                      | 144                       | 61                        |
| 1890         | 8210             | 8057                      | 79                        | 74                        |
| 1900         | 8092             | 7843                      | 170                       | 79                        |
| 1910         | 8043             | 7787                      | 189                       | 67                        |
| 1921         | 7699             | 6359                      | 626                       | 485                       |
| 1930         | 7790             | 6409                      | 898                       | 483                       |
| 1939         | 7886             | —                         | —                         | —                         |

## Население
| Год  | Численность | Численность |
| ---- | ----------- | ----------- |
| 1869 | 7173        | [ 14 ]      |
| 1880 | 7642        | [ 3 ]       |
| 1890 | 8210        | [ 14 ]      |
| 1900 | 8092        | [ 14 ]      |
| 1910 | 8043        | [ 14 ]      |
| 1921 | 7699        | [ 14 ]      |
| 1930 | 7790        | [ 14 ]      |
| 1950 | 5337        | [ 14 ]      |
| 1961 | 6041        | [ 14 ]      |
| 1970 | 6254        | [ 14 ]      |
| 1980 | 7614        | [ 14 ]      |
| 1991 | 7477        | [ 14 ]      |
| 2001 | 7683        | [ 14 ]      |
| 2014 | 7416        | [ 15 ]      |
| 2015 | 7443        |             |
| 2016 | 7407        | [ 16 ]      |
| 2017 | 7386        | [ 17 ]      |
| 2018 | 7387        | [ 18 ]      |
| 2019 | 7359        | [ 19 ]      |
| 2020 | 7455        | [ 20 ]      |
| 2021 | 7479        | [ 21 ]      |
| 2022 | 7427        | [ 22 ]      |
| 2023 | 7679        | [ 23 ]      |
| 2024 | 7638        | [ 24 ]      |
| 2025 | 7577        | [ 5 ]       |

## Достопримечательности
- Микуловский замок семьи Дитрихштейн
- Пиаристский колледж

Недалеко от города расположен Культурный ландшафт Леднице-Вальтице, охраняемый ЮНЕСКО.

## Города-побратимы
- Галанта, Словакия (2003)
- Кацрин, оккупированные Израилем территории / Сирия